# Два уровня
«Два уровня» (фр. Les Deux Plateaux), также «Колонны Бюрена» (Colonnes de Buren), — скульптурная композиция французского скульптора Даниеля Бюрена (род. 1929). Представляет собой композицию из полосатых срезанных колонн различной высоты; находится в Париже, во внутреннем дворе дворца Пале-Рояль.
На Венецианской биеннале 1986 года Бюрен за свою работу был удостоен премии в номинации «лучший иностранный павильон».

## Описание

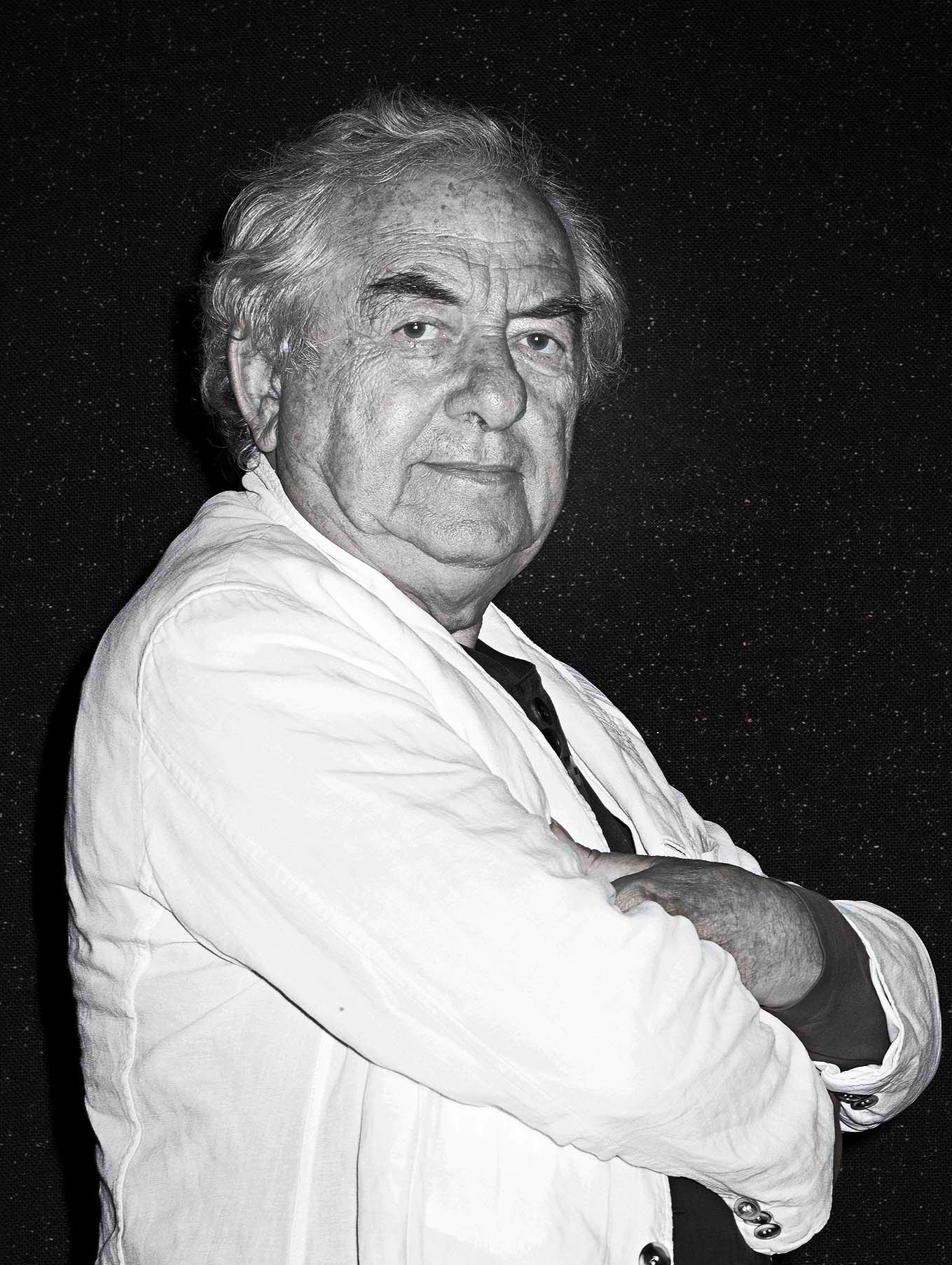
Даниель Бюрен. Фотография 2014 года

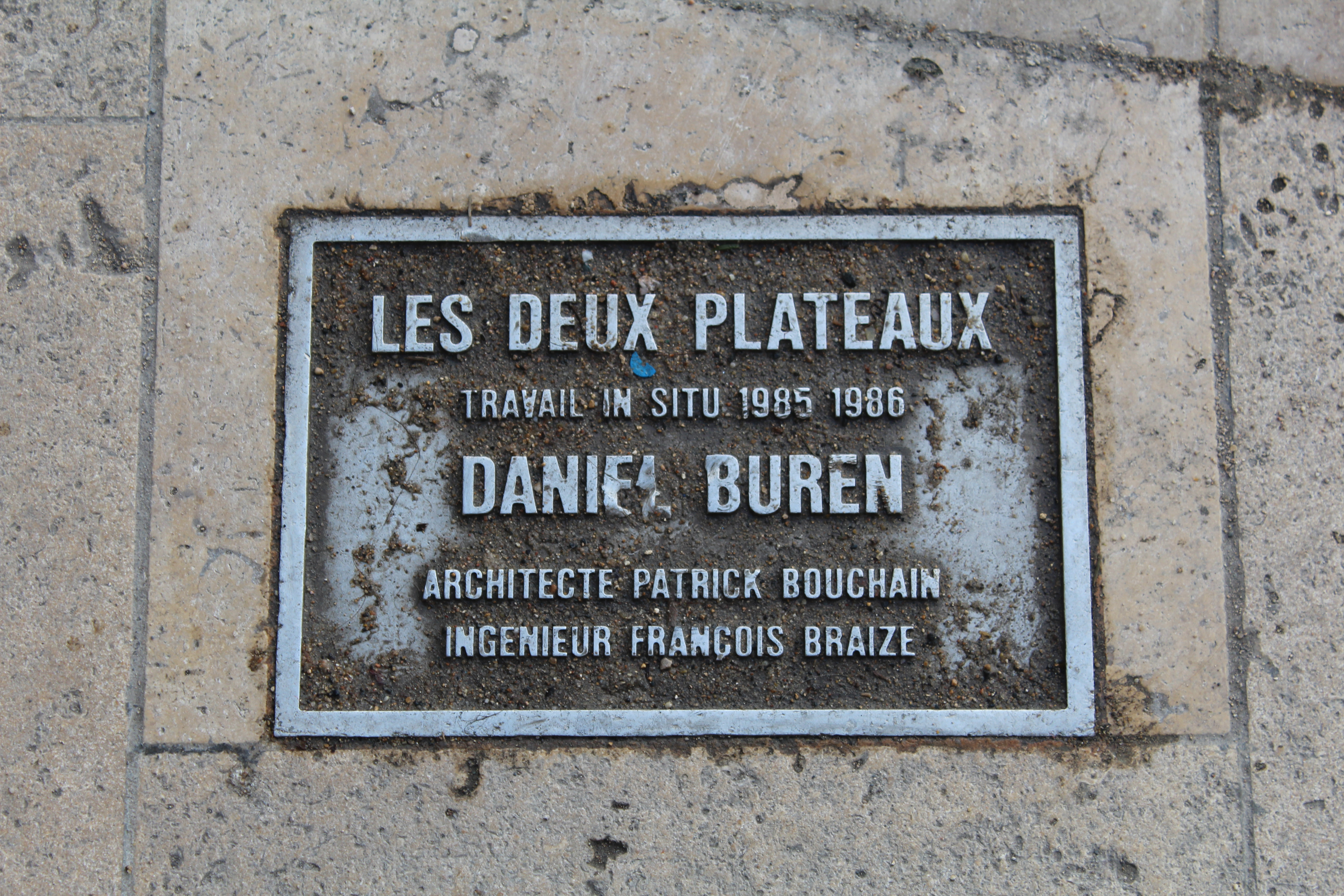
Памятная табличка с указанием создателей композиции: Даниеля Бюрена, архитектора Патрика Бушена и инженера Франсуа Бреза

Даниель Бюрен, известный художник-концептуалист, ещё с 1960-х годов сосредоточился на изображениях с вертикальными двуцветными полосками одной ширины. В своей новой композиции он воплотил эту идею на большом пространстве. Композиция представляет собой «срезанные» на различной высоте колонны, сделанные из цемента и мрамора, с чёрными и белыми вертикальными полосами. Общее число колонн — 260. Кроме колонн, в композицию входит искусственный ручей, который течёт в углублении, а также различные осветительные элементы.
Композицию можно отнести к такому направлению современного искусства, как искусство места, характерной особенностью которого является учёт «специфики места» при создании художественной работы: колонны расположены так, чтобы постепенно вести зрителя к старинным колоннам самого Пале-Рояля, при этом в ночное время красная и зелёная подсветка делает пространство похожим на взлётно-посадочную полосу, а синие огни подсвечивают струящийся снизу пар.

## История создания, реставрация
В то время, когда министром культуры Франции был Жак Ланг (он был назначен на этот пост в 1981 году), этот двор использовался в качестве стоянки для служебных машин. Идея создания в этом пространстве современной арт-композиции была выдвинута самим президентом Франции Франсуа Миттераном.

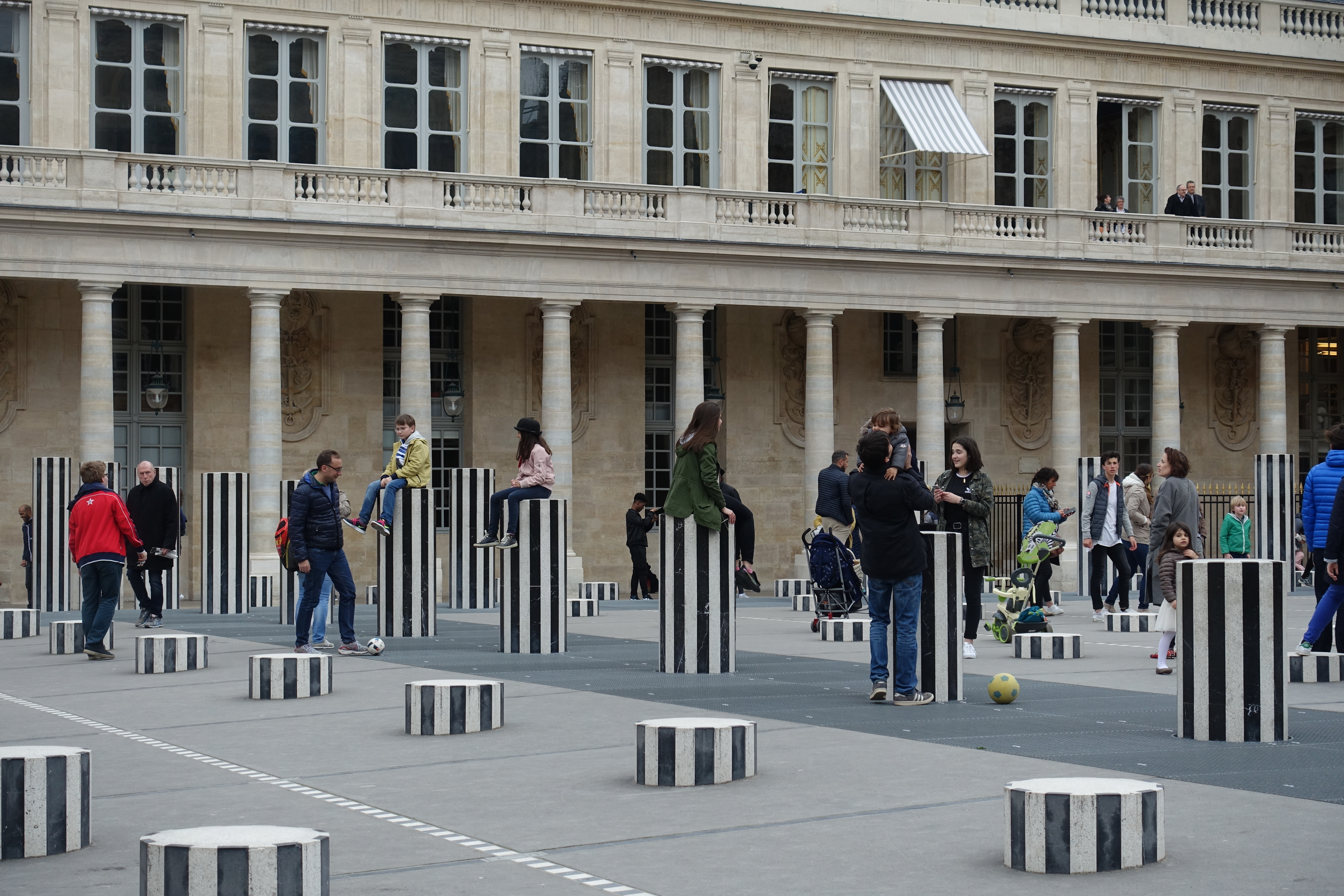
Публика, сидящая на колоннах Бюрена

Работа вызвала негодование ещё до своего завершения. Остановить работу пытался Жак Ширак, который в тот период был мэром Парижа, а назначенный в 1986 году министр культуры Франции Франсуа Леотар заявил, что готов уничтожить все 260 колонн. Бюрена обвиняли с разных сторон: одни говорили о том, что он продался властям, другие негодовали, считая, что такое искусство уродует классические памятники. Однако постепенно критическое отношение к «Двум уровням» сошло на нет. Место стало весьма популярным, при этом посетители любят фотографироваться, взобравшись на колонны, в качестве «живых статуй», а дети нередко используют площадь как игровую площадку.
Со временем колонны начали разрушаться, а вода стала просачиваться в помещения, расположенные под площадью. Бюрен неоднократно обращался в связи с этим к властям, однако, по его словам, несмотря на обещания, никаких восстановительных работ за все годы существования композиции не проводилось. В 2007 году он потребовал сноса своих колонн, если ситуация не будет исправлена, при этом действия властей он назвал «государственным вандализмом». Реставрация была начата в 2009 году и продолжалась около года, в результате была поднята центральная часть площади и проведена герметизация покрытия, снова начал функционировать фонтан.